# Эммет (тауншип, Миннесота)
Эммет (англ. Emmet) — тауншип в округе Ренвилл, Миннесота, США. На 2000 год его население составило 259 человек.

## География
По данным Бюро переписи населения США площадь тауншипа составляет 90,0 км², из которых 90,0 км² занимает суша, водоёмов нет.

## Демография
По данным переписи населения 2000 года здесь находились 259 человек, 94 домохозяйства и 75 семей.  Плотность населения —  2,9 чел./км².  На территории тауншипа расположено 109 построек со средней плотностью 1,2 построек на один квадратный километр. Расовый состав населения: 93,82 % белых, 0,39 % коренных американцев, 5,79 % — других рас США. Испанцы или латиноамериканцы любой расы составляли 5,79 % от популяции тауншипа.
Из 94 домохозяйств в 38,3 % воспитывались дети до 18 лет, в 71,3 % проживали супружеские пары, в 2,1 % проживали незамужние женщины и в 20,2 % домохозяйств проживали несемейные люди. 17,0 % домохозяйств состояли из одного человека, при том 9,6 % из — одиноких пожилых людей старше 65 лет. Средний размер домохозяйства — 2,76, а семьи — 3,13 человека.
27,8 % населения — младше 18 лет, 9,3 % — в возрасте от 18 до 24 лет, 24,7 % — от 25 до 44, 25,1 % — от 45 до 64, и 13,1 % — старше 65 лет. Средний возраст — 38 лет. На каждые 100 женщин приходилось 108,9 мужчин.  На каждые 100 женщин старше 18 приходилось 110,1 мужчин.
Средний годовой доход домохозяйства составлял 37 500 долларов, а средний годовой доход семьи —  43 438 долларов. Средний доход мужчин —  27 813  долларов, в то время как у женщин — 19 722. Доход на душу населения составил 16 276 долларов. За чертой бедности находились 11,4 % семей и 11,5 % всего населения тауншипа, из которых 18,3 % младше 18 и 8,7 % старше 65 лет.